# Lennart Clemens
Lennart Clemens, född 5 februari 1943 i Johannes församling, Stockholm, är en svensk biografarkitekt och grafisk designer.
Clemens har konstruerat biografer som Filmstaden Downtown och Svea (f.d. Klappan) i Göteborg, och var även den som nyinredde Victoria och Palladium 1975. Han flyttade för många år sedan till Storbritannien.
Han är son till konstnären Curt Clemens och Aili Molin.